# Barbara Pieczeńczyk
Barbara Pieczeńczyk, po mężu Piekarska (ur. 27 listopada 1959) – polska lekkoatletka, specjalizująca się w skoku wzwyż i wielobojach, wicemistrzyni Polski.

## Kariera sportowa
Była zawodniczką Podlasia Białystok.
W 1978 została wicemistrzynią Polski seniorek na otwartym stadionie w skoku wzwyż.
Na halowych mistrzostwach Polski seniorek zdobyła jeden medal - brązowy w 1979 w pięcioboju.
Rekord życiowy w skoku wzwyż: 1,86 (11.07.1978).